# Records du Mali d'athlétisme
Les records du Mali d'athlétisme sont les meilleures performances réalisées par des athlètes maliens et homologuées par la Fédération malienne d'athlétisme (FMA).

## Plein air

### Hommes
| Épreuve              | Record | Athlète                                                                       | Date             | Compétition                                 | Lieu            | Réf.   |
| -------------------- | --- | ----------------------------------------------------------------------------- | ---------------- | ------------------------------------------- | --------------- | ------ |
| 100 m                | 10 s 10 (+1,2 m/s) | Ousmane Diarra                                                                | 4 mai 1996       |                                             | Athens          |        |
| 200 m                | 20 s 52(+1,8 m/s) | Fode Sissoko                                                                  | 4 juillet 2018   |                                             | Courtrai        |        |
| 400 m                | 46 s 14 | Yaya Seyba                                                                    | 20 juillet 1988  |                                             | Bad Blankenburg |        |
| 800 m                | 1 min 46 s 38 | Moussa Camara                                                                 | 27 août 2011     | Championnats du monde                       | Daegu           | [ 1 ]  |
| 1 500 m              | 3 min 51 s 2 | Moussa Camara                                                                 | 12 juillet 2014  |                                             | Bamako          |        |
| 3 000 m              | 8 min 44 s 0 | Youssouf Diallo                                                               | 27 mars 2002     |                                             | Bamako          |        |
| 5 000 m              | 14 min 23 s 2 | Youssouf Diallo                                                               | 20 juillet 1997  |                                             | Cotonou         |        |
| 10 000 m             | 30 min 47 s 98 | Youssouf Diallo                                                               | 20 juillet 1994  | Championnats du monde juniors               | Lisbonne        | [ 2 ]  |
| Semi-marathon        | 1 h 06 min 35 s | Youssouf Diallo                                                               | 19 mars 2001     |                                             | Dakar           |        |
| Marathon             | 2 h 34 min 16 s | Siaka Sangaré                                                                 | 23 janvier 2011  | Marathon de Bamako                          | Bamako          | [ 3 ]  |
| 110 m haies          | 13 s 62 (+0,4 m/s) | Bano Traoré                                                                   | 4 juillet 2015   |                                             | Saint-Denis     |        |
| 400 m haies          | 49 s 13 | Ibrahim Maïga                                                                 | 28 avril 2007    | Meeting international d'athlétisme de Dakar | Dakar           |        |
| 3 000 m steeple      | 9 min 17 s 9 | Youssouf Békaye Coulibaly                                                     | 30 mai 1998      |                                             | Niamey          |        |
| Saut en hauteur      | 2,25 m | Abdoulaye Diarra                                                              | 24 mai 2015      | Championnats de France interclubs           | Tourcoing       | [ 4 ]  |
| Saut à la perche     | 5,31 m | Boubacar Diallo                                                               | 24 juin 2023     |                                             | Cergy-Pontoise  |        |
| Saut en longueur     | 7,82 m (-0,9 m/s) | Mamadou Chérif Dia                                                            | 27 avril 2010    | Grand prix CAA                              | Bamako          | [ 5 ]  |
| Triple saut          | 16,59 m | Mamadou Chérif Dia                                                            | 3 juin 2017      |                                             | Bamako          | [ 6 ]  |
| Triple saut          | 16,59 m (+0,1 m/s) | Mamadou Chérif Dia                                                            | 24 juillet 2017  | Jeux de la Francophonie                     | Abidjan         | [ 7 ]  |
| Lancer du poids      | 18,04 m | Namakoro Niaré                                                                | 24 août 1971     |                                             | Louvain         |        |
| Lancer du disque     | 62,48 m | Namakoro Niaré                                                                | 23 avril 1972    |                                             | Colombes        |        |
| Lancer du marteau    | 42,28 m | Namakoro Niaré                                                                | 26 avril 1980    |                                             | Melun           |        |
| Lancer du javelot    | 64,87 m | Moctar Djigui                                                                 | 27 avril 2010    | Grand prix CAA                              | Bamako          | [ 8 ]  |
| Décathlon            | 5 903 pts | Bassan Bagayoko                                                               | 17-18 avril 1982 |                                             | Béziers         |        |
| Décathlon            | 11 s 6 (100 m), 6,28 m (longueur), 10,93 m (poids), 1,70 m (hauteur), 54 s 5 (400 m) / 15 s 9 (110 m haies), 32,38 m (disque), 3,85 m (perche), 39,96 m (javelot), 4 min 48 s 7 (1 500 m) |                                                                               |                  |                                             |                 |        |
| 20 km marche (route) | |                                                                               |                  |                                             |                 |        |
| 50 km marche (route) | |                                                                               |                  |                                             |                 |        |
| 4 × 100 m            | 40 s 83 | Équipe nationale Rafan Berthé Garan Coulibaly Modibo Diarra Baba Mariko       | 23 mai 2009      | Championnats d'Afrique de l'Ouest           | Porto-Novo      | [ 9 ]  |
| 4 × 400 m            | 3 min 11 s 84 | Équipe nationale Sinaly Coulibaly Bourama Coulibaly Djakaridia Bamba Oumar Sy | 21 juillet 2019  | Tournoi de la solidarité                    | Niamey          | [ 10 ] |

### Femmes
| Épreuve              | Record | Athlète                                                                    | Date             | Compétition                                | Lieu              | Réf.   |
| -------------------- | --- | -------------------------------------------------------------------------- | ---------------- | ------------------------------------------ | ----------------- | ------ |
| 100 m                | 11 s 39 (+1,0 m/s) | Kadiatou Camara                                                            | 30 mars 2008     |                                            | Dakar             |        |
| 200 m                | 22 s 70 (+1,5 m/s) | Kadiatou Camara                                                            | 4 mai 2008       | Championnats d'Afrique                     | Addis-Abeba       |        |
| 400 m                | 52 s 16 | Djénébou Danté                                                             | 16 juillet 2017  | Championnats de France                     | Marseille         |        |
| 800 m                | 2 min 05 s 38 | Matata Sanogo                                                              | 8 juillet 2006   | Meeting Areva                              | Saint-Denis       |        |
| 1 500 m              | 4 min 38 s 06 | Matata Sanogo                                                              | 4 mai 2003       |                                            | Franconville      |        |
| 3 000 m              | 10 min 36 s 80 | Mamou Diallo                                                               | 11 juin 2016     |                                            | Banjul            |        |
| 5 000 m              | 16 min 57 s 54 | Awa Kleinmann                                                              | 7 juin 2019      | Meeting de Lunéville                       | Lunéville         |        |
| 10 000 m             | |                                                                            |                  |                                            |                   |        |
| Semi-marathon        | 1 h 39 min 7 s | Manou Diallo                                                               | 12 avril 2014    |                                            | Cotonou           | [ 11 ] |
| Marathon             | 5 h 04 min 08 s | Yonica Begni                                                               | 25 janvier 2009  | Marathon International Marrakech           | Marrakech         |        |
| 100 m haies          | 13 s 21 (-0,4 m/s) | Rahamatou Dramé                                                            | 4 juillet 2010   | Quatr' H chambérien                        | Chambéry          | [ 12 ] |
| 400 m haies          | 60 s 90 | Oumou Keïta                                                                | 15 juillet 2012  | Championnats de France espoirs & nationaux | Reims             | [ 13 ] |
| 3 000 m steeple      | |                                                                            |                  |                                            |                   |        |
| Saut en hauteur      | 1,69 m | Yah Koïta                                                                  | 9 juin 2000      |                                            | Kumasi            |        |
| Saut à la perche     | 2,40 m | Dianabou Diarra                                                            | 29 mai 2016      |                                            | Savigny-le-Temple |        |
| Saut en longueur     | 6,53 m | Kadiatou Camara                                                            | 6 avril 2003     |                                            | Bamako            |        |
| Triple saut          | 12,94 m | Yah Koïta                                                                  | 11 décembre 2005 | Jeux de la Francophonie                    | Niamey            | [ 14 ] |
| Lancer du poids      | 13,82 m | Oumou Traoré                                                               | 17 février 1996  |                                            | Adelaide          |        |
| Lancer du disque     | 47,67 m | Oumou Traoré                                                               | 11 juillet 2000  | Championnats d'Afrique                     | Alger             |        |
| Lancer du marteau    | 53,21 m | Émilie Dia                                                                 | 8 mai 2022       |                                            | Versailles        |        |
| Lancer du javelot    | 49,85 m | Kénifing Traoré                                                            | 26 juillet 2017  | Jeux de la Francophonie                    | Abidjan           | [ 15 ] |
| Heptathlon           | 4 456 pts | Aminata Bah                                                                | 29 août 2019     | Jeux africains                             | Rabat             | [ 16 ] |
| Heptathlon           | 15 s 21 (+1,3 m/s) (100 m haies), 1,56 m (hauteur), 10,39 m (poids), 26 s 43 (+0,4 m/s) (200 m) / 5,55 m (-0,2 m/s) (longueur), 29,31 m (javelot), 2 min 50 s 49 (800 m) |                                                                            |                  |                                            |                   |        |
| 20 km marche (route) | |                                                                            |                  |                                            |                   |        |
| 4 × 100 m            | 46 s 1 | Équipe nationale Nah Sidibé Yah Koïta Djénébou Danté Kadiatou Camara       | 26 mai 2007      |                                            | Ouagadougou       |        |
| 4 × 400 m            | 3 min 45 s 20 | Équipe nationale Yah Koïta Kadiatou Camara Ramatoulaye Gassama Dipa Traoré | 13 avril 2008    |                                            | Bamako            |        |

## Salle

### Hommes
| 60m              | 6,80   | Fodé Sissoko    | 2019           | Lievin championnat régionaux        | 🇫🇷 lievin    |  |  |
| 200m             | 20,88  | Fodé sissoko    | 21.02.2021     | Miramas championnat de France élite | 🇫🇷 Marseille |  |  |
| 400m             | 47,58  | Fodé Sissoko    | 2019           | Lievin                              | 🇫🇷 Lievin    |  |  |
| 800m             |        |                 |                |                                     |              |  |  |
| 1500m            |        |                 |                |                                     |              |  |  |
| 5000m            |        |                 |                |                                     |              |  |  |
| 60m haies        | 7,78 s | Richard Diawara | 4 février 2023 |                                     | Val de Reuil |  |  |
| 4x400m           |        |                 |                |                                     |              |  |  |
| Saut en hauteur  |        |                 |                |                                     |              |  |  |
| Saut à la perche | 5,30 m | Boubacar Diallo | 4 février 2023 |                                     | Gent         |  |  |
| Longueur         |        |                 |                |                                     |              |  |  |
| Triple saut      |        |                 |                |                                     |              |  |  |
| Poids            |        |                 |                |                                     |              |  |  |